# Sinikka Nopola
Sinikka Nopola (Helsinki, 1953. november 26. – Helsinki, 2021. január 13.) finn író.

## Élete
Sinikka Nopola 1953. november 26-án született Helsinkiben. Fiatal korában a családjával Tamperébe költöztek, az ottani egyetemen szerzett diplomát humán tudományok alapszakon. Később Helsinkibe költözött, 1979–1985 között a Helsingin Sanomat szerkesztője, újságírója volt. 1985-től kezdve szabadúszó Újságíróként és íróként tevékenykedett. Regényeken és képeskönyveken kívül tárcákat, színdarabokat, dalszövegeket, tv-drámákat is írt, gyerekeknek és felnőtteknek egyaránt.

## Művei

### Saját művek
- Teepussit, 1987 (novelláskötet)
- Topatut alamaiset, 1991 (rövid elbeszélések)
- Äiti tuu ikkunaan, 1991
- Taivaallinen kassi ja muita esineitä, 1997
- Tervehdin teitä kevätsukkahousuilla, 2001
- Ei tehrä tästä ny numeroo, 2003 (hangoskönyvként 2004)
- Se on myähästä ny, 2004 (hangoskönyvként 2007)
- Kyä tässä jotain häikkää o, 2006 (hangoskönyvként 2006)
- Miksi emme totu pystyasentoon, 2007 (hangoskönyvként 2007)
- Eila, Rampe ja elämän tarkoitus, 2009
- Ei tehrä tästä ny numeroo, 2004 (színdarab)
- Arabian jänis, 2004 (színdarab)

### Testvérével, Tiina Noppolával közösen írt művei
- Heinähattu ja Vilttitossu, 1989–2006 (képeskönyvsorozat)
- Heinähattu ja Vilttitossu, 1994 (színdarab)
- Kieslowskin niska, 1995 (rádiójáték)
- Risto Räppääjä, 1997–2010 (képeskönyv)
- Rauhallinen Erkki, 2001 (képeskönyv)
- Risto Räppääjä ja Nuudelipää, 2002 (zenés színdarab)
- Risto Räppääjä ja pakastaja-Elvi, 2002 (musical és CD)
- Päivi ja Irmeli Mukkulassa, 2002 (rádiójáték)
- Heinähattu, Vilttitossu ja suuri pamaus, 2002 (gyermekopera és CD)
- Heinähattu, Vilttitossu ja Rubensin veljekset, 2003 (színdarab)
- Heinähattu, Vilttitossu ja Littoisten riiviö, 2004 (színdarab)
- Päivi ja Irmeli kohtaavat Jorma Ollilan, 2004 (rádiójáték)
- Risto Räppääjä (rajzfilmsorozat)
- Simo ja Sonja eli kadonnut Kerala, 2009

## Díjai

### Saját díjak
- Venla-kunniakirja, 1990 (Pirjo Toikannal és Heidi Könkäännel közösen)
- Vuoden freelancer, 1998
- Suomen Kirjastoseuran Jyvä-palkinto, 1998
- Nuoren Voiman kirjallisuuspalkinto, 1999
- Tampereen kaupungin luovan kirjallisen työn palkinto, 2004

### Tiina Nopolávalközösen kapott díjai
- Arvid Lydecken-díj, 1991
- Topelius-díj, 1992 (jelölés)
- Suomen Kirjailijaliiton Tirlittan, 1994
- Finlandia Junior-díj, 2001 (jelölés)
- Lasten LukuVarkaus, 2001, 2002, 2003 (jelölés)
- Suomen Nuorisokirjallisuuden instituutin Onnimanni, 2002
- Pirkanmaan Plättä, 2002, 2004, 2006
- Vuoden Valopilkku, 2002
- Anni Swan-medál, 2003

## Magyarul megjelenlt művei
- Sinikka Nopola–Tiina Nopola: Sáskalapka és Szőrmamuszka világgá megy; ford. Szőcs Ráchel; Cerkabella, Szentendre, 2007
- Sinikka Nopola–Tiina Nopola: Ütött az óra, Risto Rapper!; ford. Kovács Ottilia; Cerkabella, Szentendre, 2012
- Sinikka Nopola–Tiina Nopola: Risto Rapper és a rettenetes kolbász; ford. Kovács Ottilia; Cerkabella, Szentendre, 2013
- Sinikka Nopola–Tiina Nopola: Risto Rapper és Spagettifej; ford. Kovács Ottilia; Cerkabella, Szentendre, 2013

## Heinähattu ja Vilttitossu
Heinähattu ja Vilttitossu című, tizenkét részes sorozatuk első darabja magyarul is megjelent Sáskalapka és szőrmamuszka világgá megy címmel (2007-ben adta ki a Cerkabella gyerekkönyvkiadó, Szőcs Ráchel fordította). A Nopola-nővérek állítása szerint Sáskalapka és Szőrmamuszka alakját saját gyermekkori élményeik alapján hozták létre, bár a történetek nagy része a fantáziájuk szüleménye. A művek írásakor Sinikka gyakran Sáskalapka szerepébe, Tiina pedig Szőrmamuszkáéba bújik. A sorozat minden részét Markus Majaluoma illusztrálta.
A könyv főszereplője két kislány, Sáskalapka és Szőrmamuszka, akik megunják az otthoni egyhangú életet és a furcsa gyógynövényekből készült ételeket, és elszöknek. Mindenféle kalandokba keverednek: találkoznak az Alibullen-nővérekkel, Elvis Starával, kávét isznak, menekülnek a rendőrök elől, de végül rájönnek, hogy mégiscsak otthon a legjobb.